# Tinta (Peru)
Tinta ist ein Ort in der Provinz Canchis (Region Cusco) in Südzentral-Peru. 

## Geografie
Der Ort liegt am Fluss Río Vilcanota. Beim Zensus 2017 betrug die Einwohnerzahl 2726, 10 Jahre zuvor lag sie bei 2574.

## Verkehr
Der Ort liegt an der Überlandstraße Cusco–Puno an Straßenkilometer 110 zwischen den Ortschaften Combapata und San Pedro.
Außerdem besitzt er einen Bahnhof an der Bahnstrecke Cusco–Puno. Öffentlicher Personenverkehr findet hier aber nicht mehr statt.

## Bildung
In Tinta befindet sich die Hochschule Tupac Amaru, das Instituto Superior Pedagógico Público Tupac Amaru (ISPTA oder ISPPTA). Ihr Schwerpunkt lag auf der Ausbildung zweisprachiger Lehrkräfte (Quechua – Spanisch). Durch Änderungen in der Peruanischen Bildungspolitik ist dieser Studiengang allerdings nicht mehr gefragt und lief daher 2008 aus. Seit 2009 werden die beiden neuen Studiengänge Verwaltung und Tourismus angeboten.

## Personen
Bekannt ist Tinta als Geburtsort von Tupac Amaru II, der als eine wichtige Persönlichkeit im Kampf um die Unabhängigkeit Perus im 18. Jahrhundert gilt.